# جائحة فيروس كورونا في ساموا
يعد وباء كوفيد-19 في ساموا جزءًا من الوباء العالمي المستمر لمرض فيروس كورونا 2019 (كوفيد-19) الناجم عن متلازمة الجهاز التنفسي الحادة الوخيمة فيروس كورونا 2 (SARS-CoV-2). تم تأكيد وصول الفيروس إلى ساموا في 18 نوفمبر 2020. أبلغت الدولة عن حالتها الثانية في 27 نوفمبر.

## خلفية
في 12 يناير 2020، أكدت منظمة الصحة العالمية عن ظهور فيروس كورونا المستجد كسبب للمرض التنفسي الذي أصاب مجموعة من الأشخاص في مدينة ووهان، مقاطعة خوبي، الصين، إذ أُبلغ عنهم إلى منظمة الصحة العالمية في 31 ديسمبر 2019. كانت نسبة الوفيات بين الحالات المُشخصة بكوفيد-19 أقل بكثير من جائحة فيروس سارس في عام 2003، لكن انتقال العدوى كان أكبر، والوفيات أيضًا.

## إحصائيات

### حالات جديدة كل يوم
| الجزر   | الحالات | مراجع |
| ------- | ------- | ----- |
| Apolima | 0       |       |
| Manono  | 5       |       |
| سافاي   | 525     |       |
| أوبولو  | 6,201   |       |
| 3/4     | 6,731   | [ 8 ] |